# Jürgen Roelandts
Jürgen Roelandts (født 2. juli 1985) er en belgisk tidligere professionel cykelrytter.